# Kaukasus
Kaukasus (russisk: Кавказ) er et 1100 km langt og 180 km bredt system af bjergkæder i Kaukasien mellem Sortehavet og det Kaspiske Hav.  Kaukasus’ topografi omfatter mere end 1.000 gletsjere. Bjergene er hovedinddelt i  Store Kaukasus (med den højeste top på Elbrus: i 5.642 m højde), Lille Kaukasus (der når op i 4.000 m højde). Begge bjergkæder er dannet ved samme tektoniske forskydning, som skabte Alperne for ca. 25 millioner år siden. Området er stadig geologisk ustabilt, hvad de mange jordskælv vidner om.

## Topografi
Mod nord er bjergenes struktur nærmest trinagtig i modsætning til det stejle fald på sydsiden. Kaukasusbjergenes topografi omfatter ud over de to hovedkæder,  det Sydkaukasiske højland (som omfatter dele af Lilleasien og højsletterne i Armenien og Iran) samt den Mellemkaukasiske sænkning, der er dannet mellem Store og Lille Kaukasus. De mere end 2.000 gletsjere dækker tilsammen 1.450 km² i Store Kaukasus. Den nordligste tredjedel af området dækker på den brede Nordkaukasiske slette, hvis østligste del ligger under havniveau. 
Mod vest er bjergene dækket af tæt skov (op til 1500 m over havet er det løvskov, mens det er nåleskov og sætere oven over denne højde). Mod øst er bjergene skovløse eller dækket af en meget åben skovsteppe. Den nordlige kæde danner det såkaldte Store Kaukasus. Nordskråningerne af Store Kaukasus har græssteppe skiftende til halvørken og rigtig ørken mod øst. På den transkaukasiske højslette mellem Store og Lille Kaukasus finder man sumpskove, stepper og skovstepper, der efterhånden går over i halv- og helørkener ved det Kaspiske Hav. Ca. 100 km syd for Store Kaukasus ligger Lille Kaukasus, der strækker sig fra Tyrkiet gennem Armenien til Aserbajdsjan.
- Billeder fra Kaukasus
- Georgien
- Elbrus
- Den tjetjenske slugt
- Vandfald i Ossetien
- Zhinvali-opstemningen

## Historie
Det er uafklaret, om Kaukasus skal anses som Europas grænse mod Asien. Oldtidens grækere anså det for en given sag, men senere er grænsen blevet forskudt flere gange. Vandskellet langs den nordlige kæde danner grænse mellem Rusland på den ene side og Georgien og Aserbajdsjan på den anden. I de sydlige bjerge (Transkaukasien) ligger desuden Armenien. Kaukasus har været skueplads for etniske kampe og har været kastebold mellem stormagterne. I det 19. århundrede lykkedes det det russiske kejserrige at erobre det nordlige Kaukasus efter mere end 60 år lang krig mod bjergfolkene. Der er stadig beretninger  om modstanden i Tjetjenien og Dagestan under ledelse af imam Sjamil.
Regionen har set bl.a. byzantinsk, mongolsk, persisk, tyrkisk og russisk dominans, og hver periode medførte dels ny tilflytning og kulturpåvirkning, dels assimilation og flugt op i bjergene, hvorved kulturer og folk blandedes. Senest har især russisk og sovjetisk politik haft betydning for kaukasiernes identitet. Der er blevet manipuleret med etniske tilhørsforhold; folkeslag forsvandt, blev delt, lagt sammen eller måtte skifte navn. Mange blev flyttet dels fra bjergene til lavlandet, dels ind og ud af regionen. Brug af sprog, religion og nationale udtryk blev forbudt eller vanskeliggjort.

## Biologisk hotspot
Det biologiske hotspot i Kaukasus dækker 532.658 km² og dermed staterne Georgien, Armenien og Aserbajdsjan samt den nordkaukasiske del af den Russiske Føderation (som omfatter Dagestan, Tjetjenien, Ingusjetien, Nordossetien, Kabardino-Balkarien, Karatjajevo-Tjerkessien og enklaven Adygejien), den nordøstlige del af Tyrkiet og en del af det nordvestlige Iran. I den sydligste del rækker dette hotspot ind i det iransk-anatoliske hotspot. Dette hotspot er hjemsted for flere end 1.600 arter af planter, hvoraf ca. 25 % er endemiske for regionen. Der er 17 endemiske slægter, og de 9 af den er knyttet til plantesamfundene i de højeste bjerge.
Klimaet er meget forskelligartet gennem regionen, hvor den årlige nedbør svinger fra 150 mm i den østlige del af hotspottet ved kysten af det Kaspiske hav til mere end 4.000 mm i kystbjergene langs Sortehavet. Vegetation i KauKasus er ligeledes meget varieret. I den nordlige del udvikles græsstepperne mod vest til halvørkenerne og ørkenerne mod øst. I den Mellemkaukasiske sænkning skifter vegetationen fra sumpskove, tørre skovområder og stepper til halvørkener og ørkener ved det Kaspiske hav. Spredt i hele regionen findes løvskove, nålebærende bjergskove og kratområder. Der er to refugier for tertiær flora i området: i Georgiens afvandingsområde til Sortehavet og ved den yderste sydøstlige ende af kaukasus, hvor bjergene møder det Kaspiske hav .
De blandede løvskove i Kaukasus er en enestående økoregion på grund af nogle helt specielle forhold i forhistorien. De otte økoregioner, som mødes her, er meget forskelligartede med hensyn til klimaforhold og artssammensætning. Dertil kommer, at området er delvis sammenfaldende med det pontiske refugium for tertiærfloraen. Det er det vigtigste refugie- og reliktområde for de nordligt-tertiære skove i det vestlige Eurasien. Dette er det eneste sted, hvor varmt-tempererede skove har eksisteret uden afbrydelse siden tertiærtiden (dvs. før istiderne). Selv i dag findes mange reliktarter som dominerende eller meddominerende i en række plantesamfund. Det drejer sig f.eks. om Kaukasisk Zelkova (Zelkova carpinifolia), Laurbær-Kirsebær (Prunus laurocerasus), Pontisk Eg (Quercus pontica), Pontisk Kristtorn (Ilex colchica) og forskellige Rhododendron-arter: Pontisk Rododendron (Rhododendron ponticum, Rhododendron smirnowii og Guld-Azalea (Rhododendron luteum)

### Fauna
- Bjørn (Ursus arctos)
- Los (Lynx lynx)
- Leopard (Panthera pardus ciscaucasica)
- Ulv (Canis lupus)
- Stribet Hyæne (Hyaena hyaena)
- Vildsvin (Sus scrofa)
- Gemse (Rupicapra rupicapra)
- Muflon (Ovis orientalis)
- Vestkaukasisk tur (Capra caucasica)
- Østkaikasisk tur (Capra cylindricornis)
- Bezoarged (Capra aegagrus)

### Flora
| - Nordmannsgran (Abies nordmanniana) - Tyrkisk Løn (Acer cappadocicum) - Kaukasisk nældetræ (Celtis caucasica) - Kirsebær-Kornel (Cornus mas) - Almindelig Kaki (Diospyros kaki) - Almindelig figen (Ficus carica) - Almindelig Valnød (Juglans regia) - Mispel (Mespilus germanica) - Sort Morbær (Morus nigra) - Papegøjebusk (Parrotia persica) - Orientalsk Gran (Picea orientalis) - Laurbær-Kirsebær (Prunus laurocerasus) - Kaukasisk Vingevalnød (Pterocarya fraxinifolia) - Granatæble (Punica granatum) - Armensk Eg (Quercus pontica) - Almindelig Taks (Taxus baccata) - Kaukasisk Zelkova (Zelkova carpinifolia) | - Arctostaphylos caucasica (en art af Melbærris) - Corylus colchica (en art af Hassel) - Pontisk Dafne (Daphne pontica) - Laurbær-Kirsebær (Prunus laurocerasus) - Guld-Azalea (Rhododendron luteum) - Pontisk Rododendron (Rhododendron ponticum) - Rhododendron smirnowii - Kaukasisk Blærenød (Staphylea colchica) - Almindelig Blærenød (Staphylea pinnata) - Kaukasisk Blåbær (Vaccinium arctostaphylos) - Almindelig Vin (Vitis vinifera) | - Lodden Løvefod (Alchemilla mollis) - Artemisia fragrans (en art af Bynke) - Kaukasisk Stjerneskærm (Astrantia maxima) - Kærmindesøster (Brunnera macrophylla) - Spejl-Klokke (Campanula ramosissima) - Campanula sarmatica (en art af Klokke) - Cyclamen colchicum (en art af Alpeviol) - Digitalis ciliata (en art af Fingerbøl) - Galanthus krasnovii (en art af Vintergæk) - Påskeklokke (Helleborus orientalis) - Kæmpe-Bjørneklo (Heracleum mantegazzianum) - Iris iberica (en art af Iris) - Krans-Lilje (Lilium martagon) - Lilium ponticum (en art af Lilje) - Orientalsk Valmue (Papaver orientale) - Lammeøre (Stachys byzantina ) - Stor Tusindstråle (Telekia speciosa) |

## Selvstyrende områder i Kaukasus
- Republikken Abkhasien (tidligere Abkhasiske Autonome Sovjetrepublik de facto uafhængig af Georgien, erklæret 1999, uafhængigheden er anerkendt af Rusland)
- Republikken Dagestan (en russisk republik)
- Republikken Nagorno-Karabakh (tidligere Nagorno-Karabakh Autonome oblast i Aserbajdsjan, de facto uafhængig armensktalende enklave i Aserbajdsjan)
- Republikken Sydossetien (tidligere Sydossetiske Autonome oblast i Georgien, de facto uafhængig 1992, uafhængigheden er anerkendt af Rusland)
- Republikken Nordossetien–Alania (en russisk republik)
- Republikken Tjetjenien (en russisk republik)